# Tavola degli integrali indefiniti di funzioni logaritmiche
Questa pagina contiene una tavola di integrali indefiniti di funzioni logaritmiche. Per altri integrali vedi Integrale § Tavole di integrali.
In questa pagina si assume che x sia una variabile sull'insieme dei reali positivi. C denota una costante arbitraria d'integrazione, specificabile solo per un valore particolare dell'integrale.
{\displaystyle \int \log cx\,\mathrm {d} x=x\log cx-x+C}
{\displaystyle \int (\log x)^{2}\;\mathrm {d} x=x(\log x)^{2}-2x\log x+2x+C}
{\displaystyle \int (\log cx)^{n}\;\mathrm {d} x=x(\log cx)^{n}-n\int (\log cx)^{n-1}\,\mathrm {d} x\qquad {\mbox{(per }}n\neq 1{\mbox{)}}}
{\displaystyle \int {\frac {\mathrm {d} x}{\log x}}=\log |\log x|+\log x+\sum _{k=2}^{\infty }{\frac {(\log x)^{k}}{k\cdot k!}}+C}
{\displaystyle \int {\frac {\mathrm {d} x}{(\log x)^{n}}}=-{\frac {x}{(n-1)(\ln x)^{n-1}}}+{\frac {1}{n-1}}\int {\frac {\mathrm {d} x}{(\log x)^{n-1}}}+C\qquad {\mbox{(per }}n\neq 1{\mbox{)}}}
{\displaystyle \int x^{m}\log x\;\mathrm {d} x=x^{m+1}\left({\frac {\log x}{m+1}}-{\frac {1}{(m+1)^{2}}}\right)+C\qquad {\mbox{(per }}m\neq -1{\mbox{)}}}
{\displaystyle \int x^{m}(\log x)^{n}\;\mathrm {d} x={\frac {x^{m+1}(\log x)^{n}}{m+1}}-{\frac {n}{m+1}}\int x^{m}(\log x)^{n-1}\mathrm {d} x+C\qquad {\mbox{(per }}m,n\neq 1{\mbox{)}}}
{\displaystyle \int {\frac {(\log x)^{n}\;\mathrm {d} x}{x}}={\frac {(\log x)^{n+1}}{n+1}}+C}
{\displaystyle \int {\frac {\log x\,\mathrm {d} x}{x^{m}}}=-{\frac {\log x}{(m-1)x^{m-1}}}-{\frac {1}{(m-1)^{2}x^{m-1}}}+C\qquad {\mbox{(per }}m\neq 1{\mbox{)}}}
{\displaystyle \int {\frac {(\log x)^{n}\;\mathrm {d} x}{x^{m}}}=-{\frac {(\log x)^{n}}{(m-1)x^{m-1}}}+{\frac {n}{m-1}}\int {\frac {(\log x)^{n-1}\mathrm {d} x}{x^{m}}}+C\qquad {\mbox{(per }}m,n\neq 1{\mbox{)}}}
{\displaystyle \int {\frac {x^{m}\;\mathrm {d} x}{(\log x)^{n}}}=-{\frac {x^{m+1}}{(n-1)(\log x)^{n-1}}}+{\frac {m+1}{n-1}}\int {\frac {x^{m}\mathrm {d} x}{(\log x)^{n-1}}}+C\qquad {\mbox{(per }}n\neq 1{\mbox{)}}}
{\displaystyle \int {\frac {\mathrm {d} x}{x\log x}}=\log |\log x|+C}
{\displaystyle \int {\frac {\mathrm {d} x}{x^{n}\log x}}=\log |\log x|+\sum _{k=1}^{\infty }(-1)^{k}{\frac {(n-1)^{k}(\log x)^{k}}{k\cdot k!}}+C}
{\displaystyle \int {\frac {\mathrm {d} x}{x(\log x)^{n}}}=-{\frac {1}{(n-1)(\ln x)^{n-1}}}+C\qquad {\mbox{(per }}n\neq 1{\mbox{)}}}
{\displaystyle \int \sin(\log x)\;\mathrm {d} x={\frac {x}{2}}[\sin(\log x)-\cos(\log x)]+C}
{\displaystyle \int \cos(\log x)\;\mathrm {d} x={\frac {x}{2}}[\sin(\log x)+\cos(\log x)]+C}